# Alpenpflanzengarten Vorderkaiserfelden

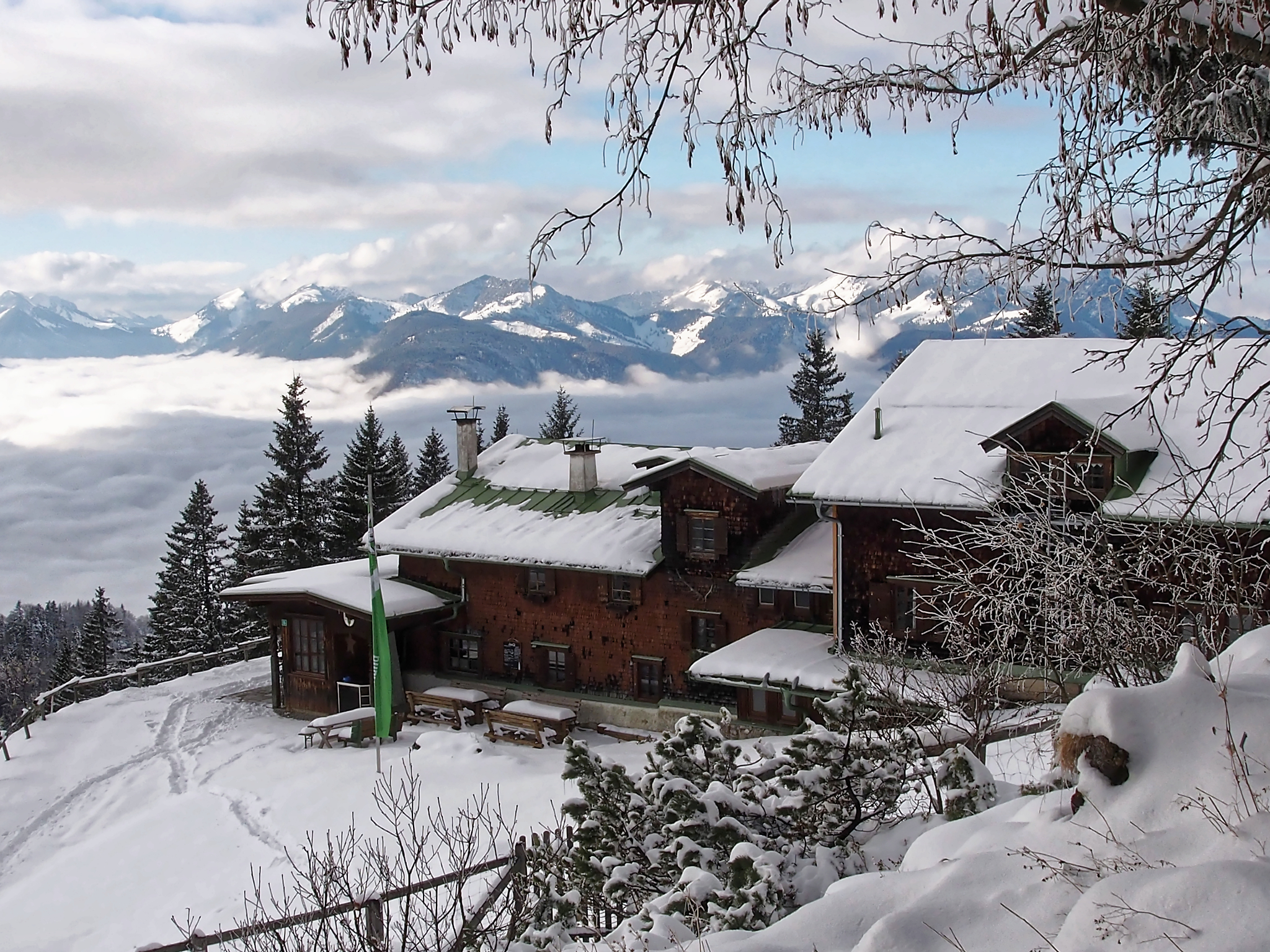
Blick aus dem Alpenpflanzengarten zur Vorderkaiserfeldenhütte

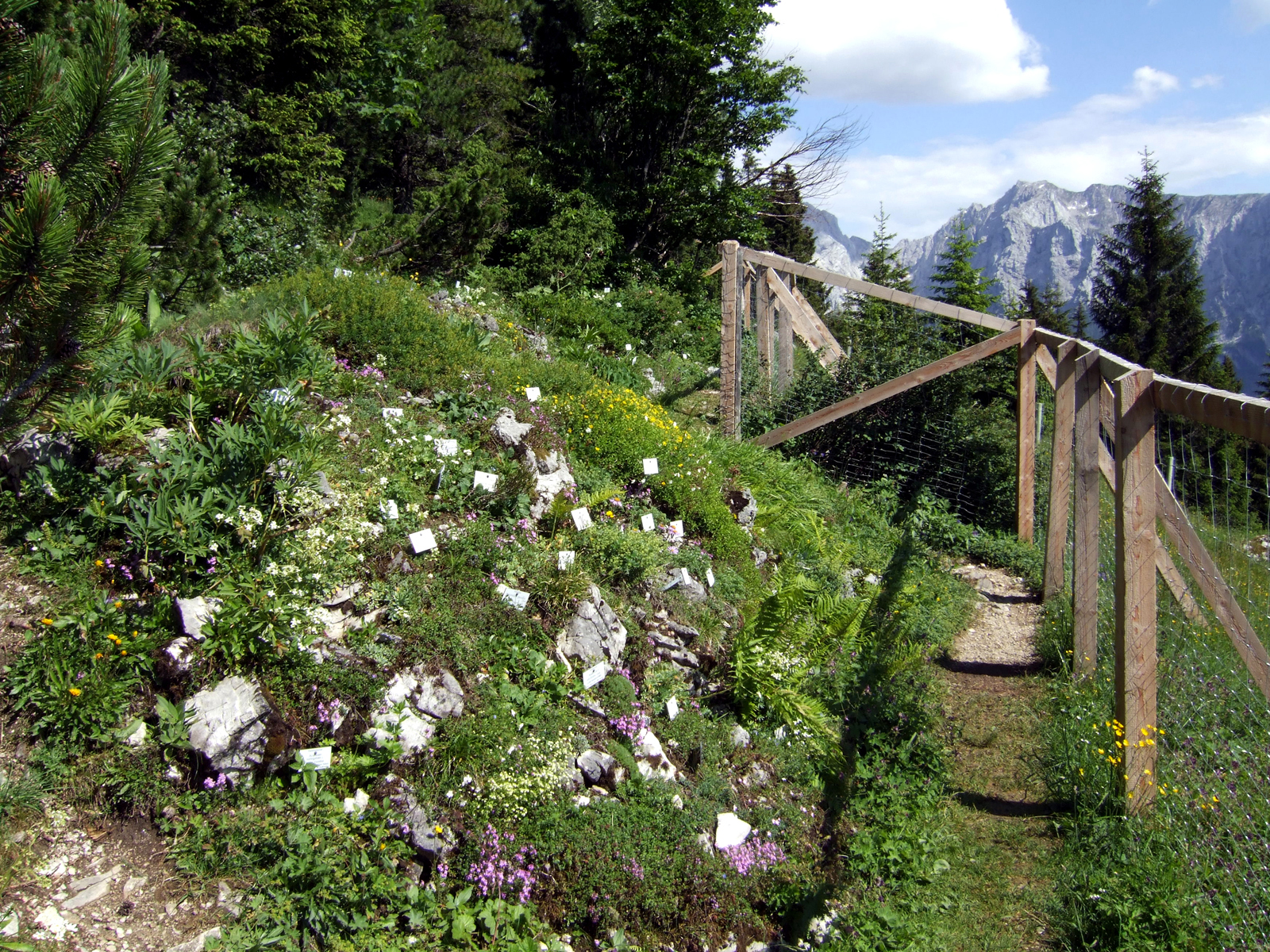
Alpenpflanzengarten mit Zaun und Weg

Der Alpenpflanzengarten Vorderkaiserfelden ist ein von Stein und Fels geprägter Garten mit Schwerpunkt auf Alpenflora. Er liegt in den Nördlichen Kalkalpen im Kaisergebirge am Südwestsporn des Zahmen Kaisers neben der Vorderkaiserfeldenhütte. Der Garten wurde im Jahr 1930 angelegt und wird seither vom Verein zum Schutz der Bergwelt betreut. Er umfasst rund 600 m² Fläche mit über 300 Pflanzenarten aus dem Alpenraum.

## Entstehung und Geschichte
Gegründet haben den Alpenpflanzengarten Vorderkaiserfelden zwei Münchner, der Bankkaufmann Paul Schmidt und der Regierungsinspektor Willy Weisheit. Beide waren Mitglieder des damaligen „Vereins zum Schutze der Alpenpflanzen“ und der Sektion Oberland des seinerzeitigen Deutschen und Oesterreichischen Alpenvereins. Der Garten befindet sich auf einem Grundstück der DAV-Sektion Oberland. Der Sektion gehört darüber hinaus in diesem Bereich des Zahmen Kaisers eine Fläche von circa 150 ha. Die Einweihung des Gartens fand am 22. Juni 1930 statt. In den ersten beiden Jahrzehnten nach seiner Gründung erschwerten wiederholte Grenzsperren und der Zweite Weltkrieg die Pflege des Gartens. Ein offizieller Neubeginn erfolgte mit einer Einweihung am 22. Mai 1952. In den Jahren zuvor nahm der Pflanzenbestand von etwa 400 auf über 950 Arten zu, von denen sich nur ein Teil dauerhaft etablieren konnte.

## Zielsetzung
Mit dem Alpenpflanzengarten Vorderkaiserfelden wollten die Gründerväter einem möglichst breiten Publikum die Schönheit und Vielfalt der Alpenflora nahebringen und zum Schutz der Natur im Gebirge beitragen, wie dies in einem Zeitungsartikel des Tiroler Grenzboten vom 27. Juni 1930 definiert ist:

„Wir wissen, daß es mit dem menschlichen Schutze der Alpenpflanzen oft herzlich schlecht bestellt ist, und … daß manche Bergpflanzen zufolge unverständlichen Pflanzenraubes dem Aussterben entgegengehen. Zwar sind die Regierungen der Gebirgsländer … bestrebt, hier Einhalt zu gebieten. Wichtiger als dies erscheint uns, die Allgemeinheit im Pflanzenschutz erzieherisch zu beeinflussen. Diesem Zwecke zu dienen, sind sogenannte Alpenpflanzengärten – ursprünglich hauptsächlich für wissenschaftliche Aufgaben gedacht – in vorzüglichem Maße geeignet, wenn sie die wesentliche Bergflora für jedermann zugänglich zur Anschauung bringen.“

## Lage und Geologie

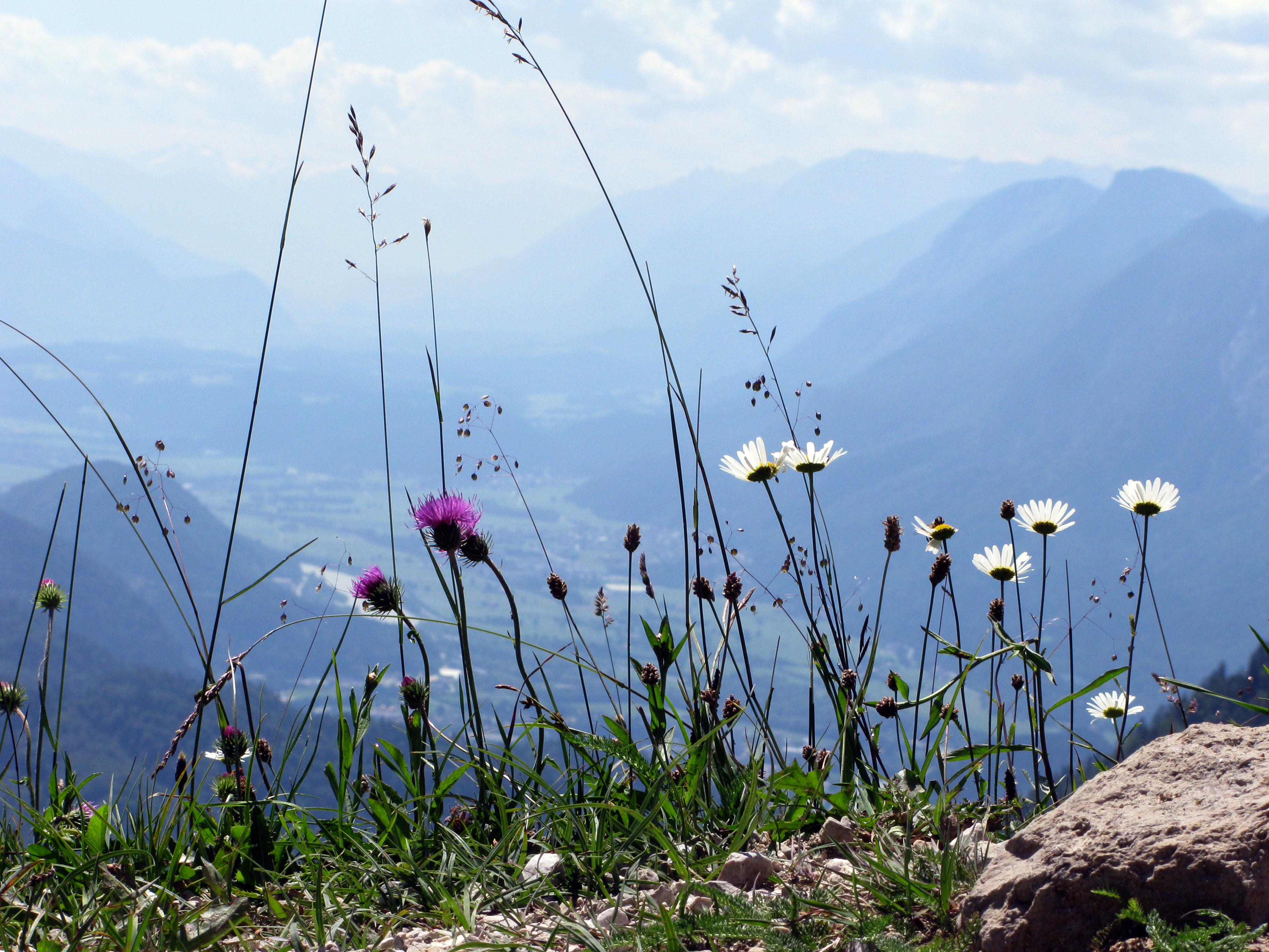
Magerweide in der Nähe des Gartens

Der Garten liegt im nördlichen Teil der Tiroler Kalkalpen auf ca. 1400 m Höhe im Naturschutzgebiet Kaisergebirge an einem nach Südwesten ausgerichteten Hanggelände, so dass häufig schon im April die ersten kleinen Flächen schneefrei sind, wohingegen im Waldschatten des oberen Bereichs und in absonnigen Lagen der Schnee länger liegen bleibt. Geologisch gesehen bestehen die Gipfel des Kaisergebirges und die Umgebung des Gartens aus Wettersteinkalken. Der Garten selbst ist überwiegend geprägt von Raibler Schichten, aber auch mit Wettersteinkalkrippen und -blöcken durchsetzt. Vom Garten aus blickt man auf die Felswände des Wilden Kaisers und über das Tiroler Inntal bis in die Stubaier Alpen. Der Garten liegt in unmittelbarer Nachbarschaft zur gleichnamigen Alpenvereinshütte der Sektion Oberland des Deutschen Alpenvereins, der Vorderkaiserfeldenhütte.

## Umgebungsvegetation

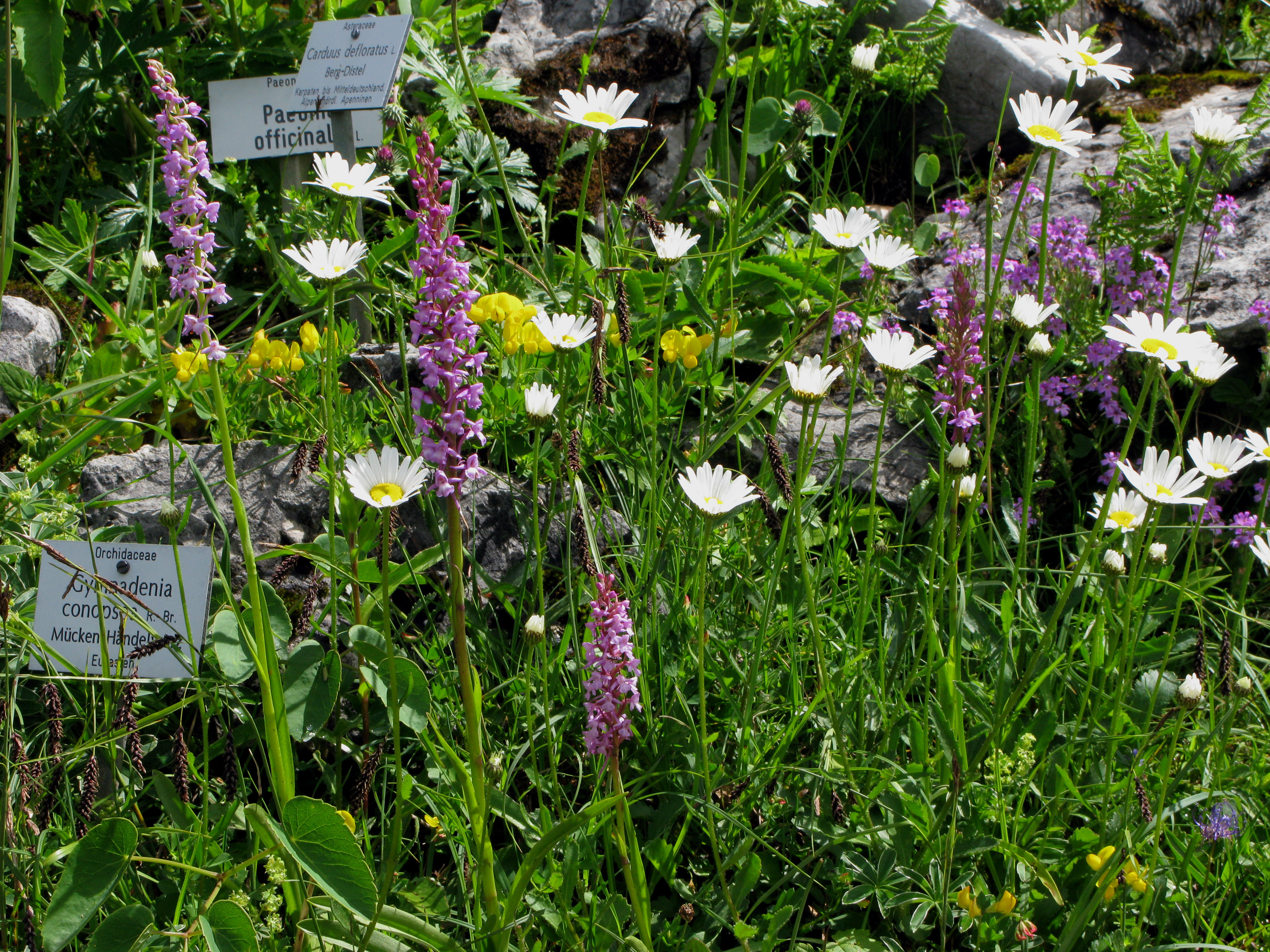
Mücken-Händelwurz und Margeriten

Charakteristisch für die Vegetation in dieser Höhenlage und der unmittelbaren Umgebung des Gartens ist der von Fichten dominierte Bergwald (Calamagrostido-Piceetum). Auf den Almflächen rund um die Vorderkaiserfeldenhütte kommt aufgrund der anstehenden Raibler Schichten die Alpen-Fettweide (Poo-Prunelletum) vor. Hangabwärts in Richtung Ritzau-Alm sind auf den Weideflächen Kammgras-Weiden (Alchemillo-Cynosuretum), Goldhafer-Wiesen (Poo-Trisetetum) und Halbtrockenrasen der Klasse Festuco-Brometea zu finden. An den Nordwest-exponierten Hängen unterhalb von Vorderkaiserfelden stocken Karbonat-Alpendost-Fichten-Tannen-Buchenwälder (Adenostylo glabrae-Abieti-Fagetum).

## Pflanzen im Garten
Von Frühling bis weit in den Herbst hinein bieten die alpinen Pflanzen mit Austrieb, den Blüten und Früchten und den herbstlichen Farben bunte abwechslungsreiche Bilder. Gleich nach der Schneeschmelze blühen Schneerose (Helleborus niger), Alpen-Soldanelle (Soldanella alpina) und Frühlingsknotenblume (Leucojum vernum), dicht gefolgt von Schneeheide (Erica herbacea), Leberblümchen (Hepatica nobilis) und Seidelbast (Daphne mezererum). Anfang Mai dominieren die Primel-Arten: in leuchtendem Rosa die ostalpine Clusius-Primel (Primula clusiana), blassgelb die Stängellose Schlüsselblume (Primula vulgaris) und die Hohe Schlüsselblume (Primula elatior), in kräftigem Gelb die Aurikel (Primula auricula). Mitte Juni ist die Hauptblütezeit im Garten, beginnend mit der Türkenbund-Lilie (Lilium martagon). Darauf folgend im Juli die prächtigen Blüten der Bewimperten Alpenrose (Rhododendron hirsutum), gefolgt vom Gelben Enzian (Gentiana lutea) und der Großen Sterndolde (Astrantia major). August und September ist die Blütezeit vieler Hochstauden-Arten wie Alpen-Mannstreu (Eryngium alpinum), Bunter Eisenhut (Aconitum variegatum), Wolfs-Eisenhut (Aconitum lycoctonum) und Schwalbenwurz-Enzian (Gentiana asclepiadea).

Das Blütenjahr im Alpenpflanzengarten Vorderkaiserfelden…
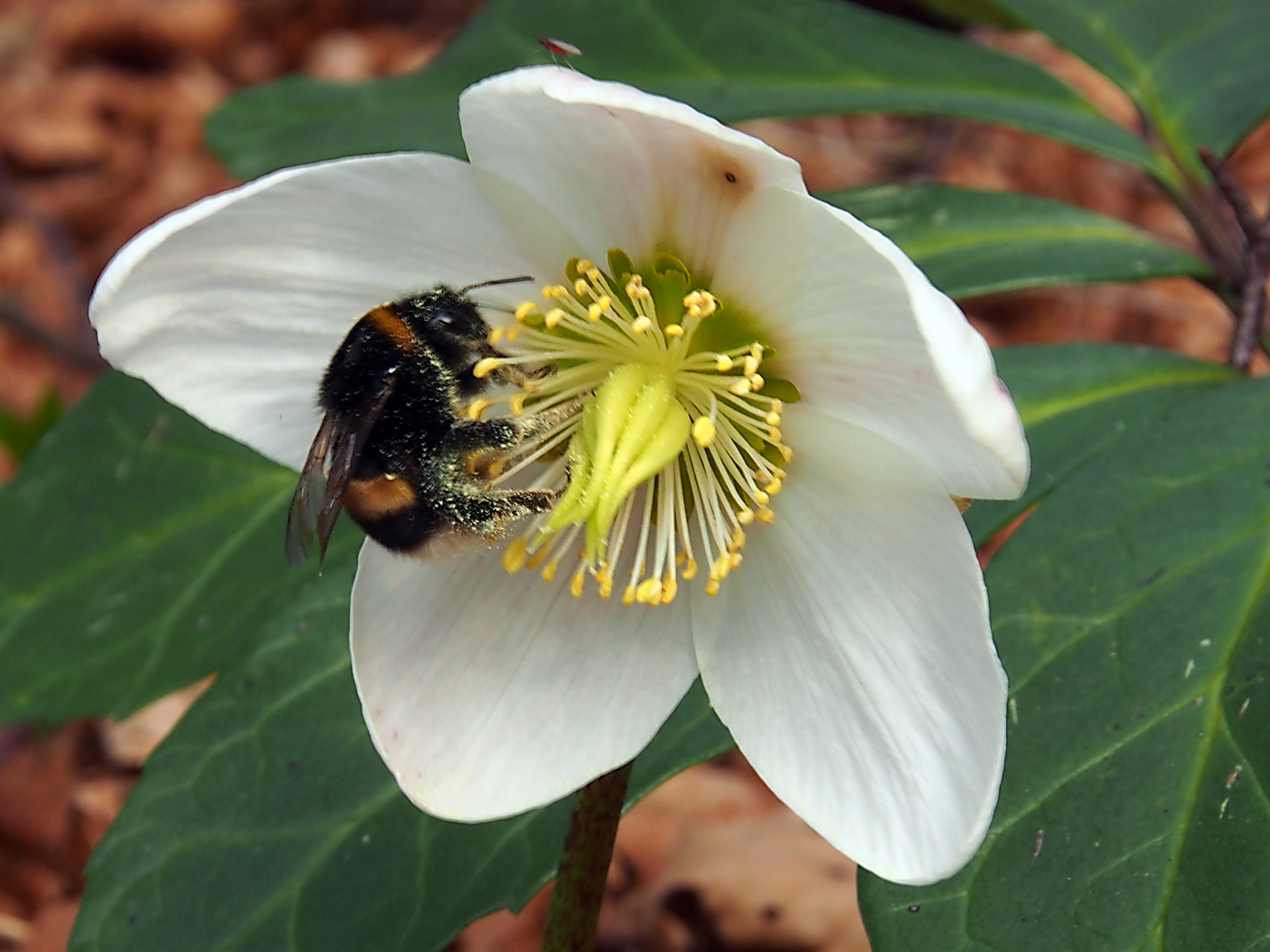
…beginnt mit Helleborus niger, der Schneerose
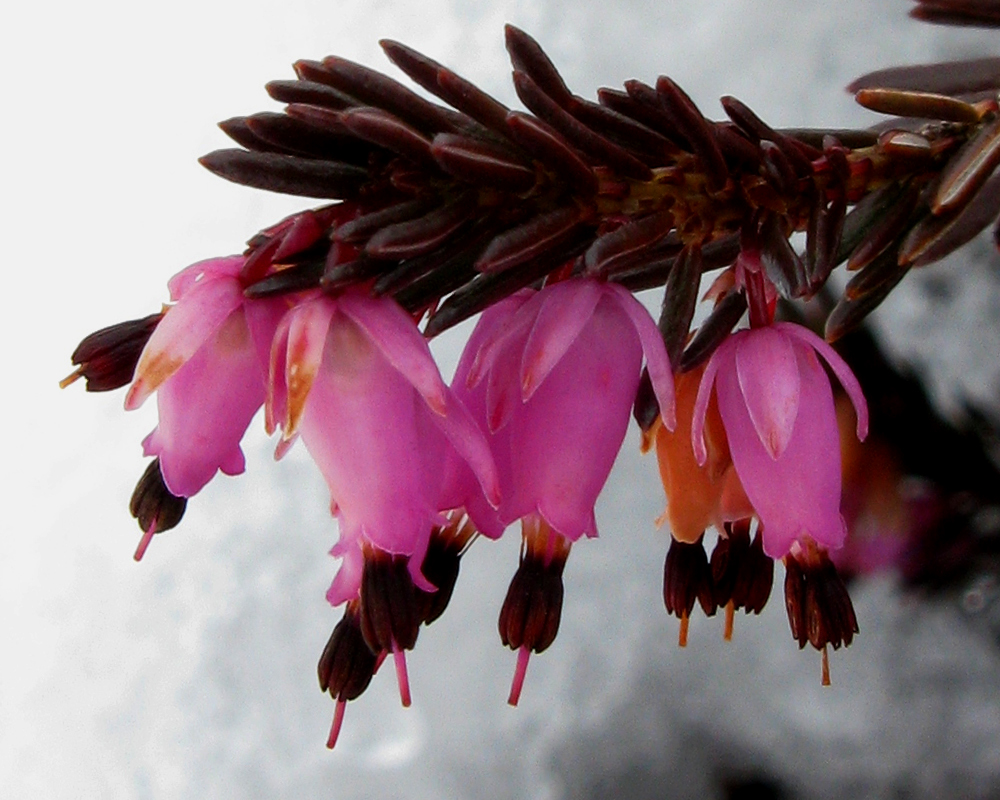
…es folgt die Schneeheide (Erica herbacea)
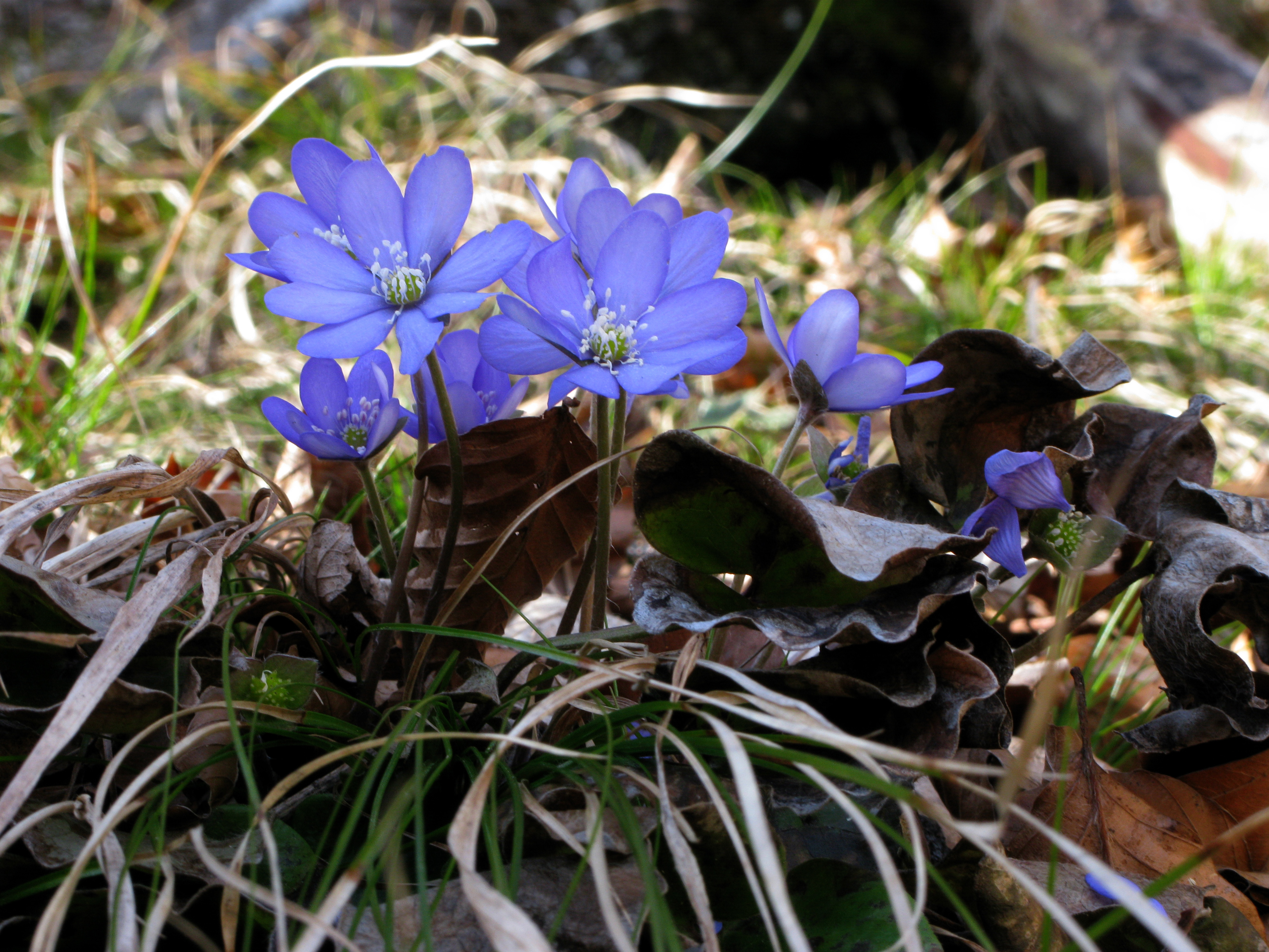
…dann blüht Hepatica nobilis, das Leberblümchen
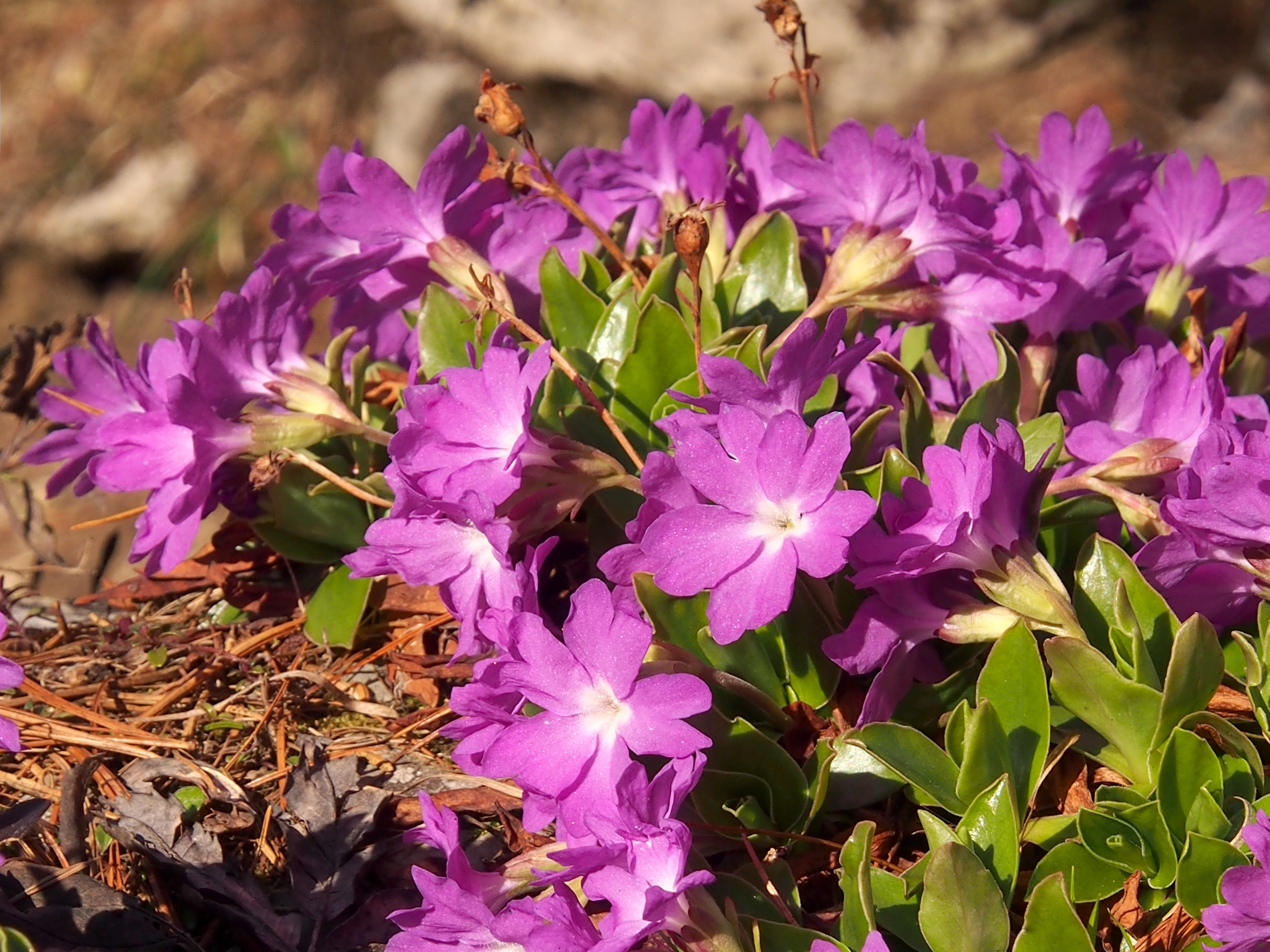
…gefolgt von Primula clusiana
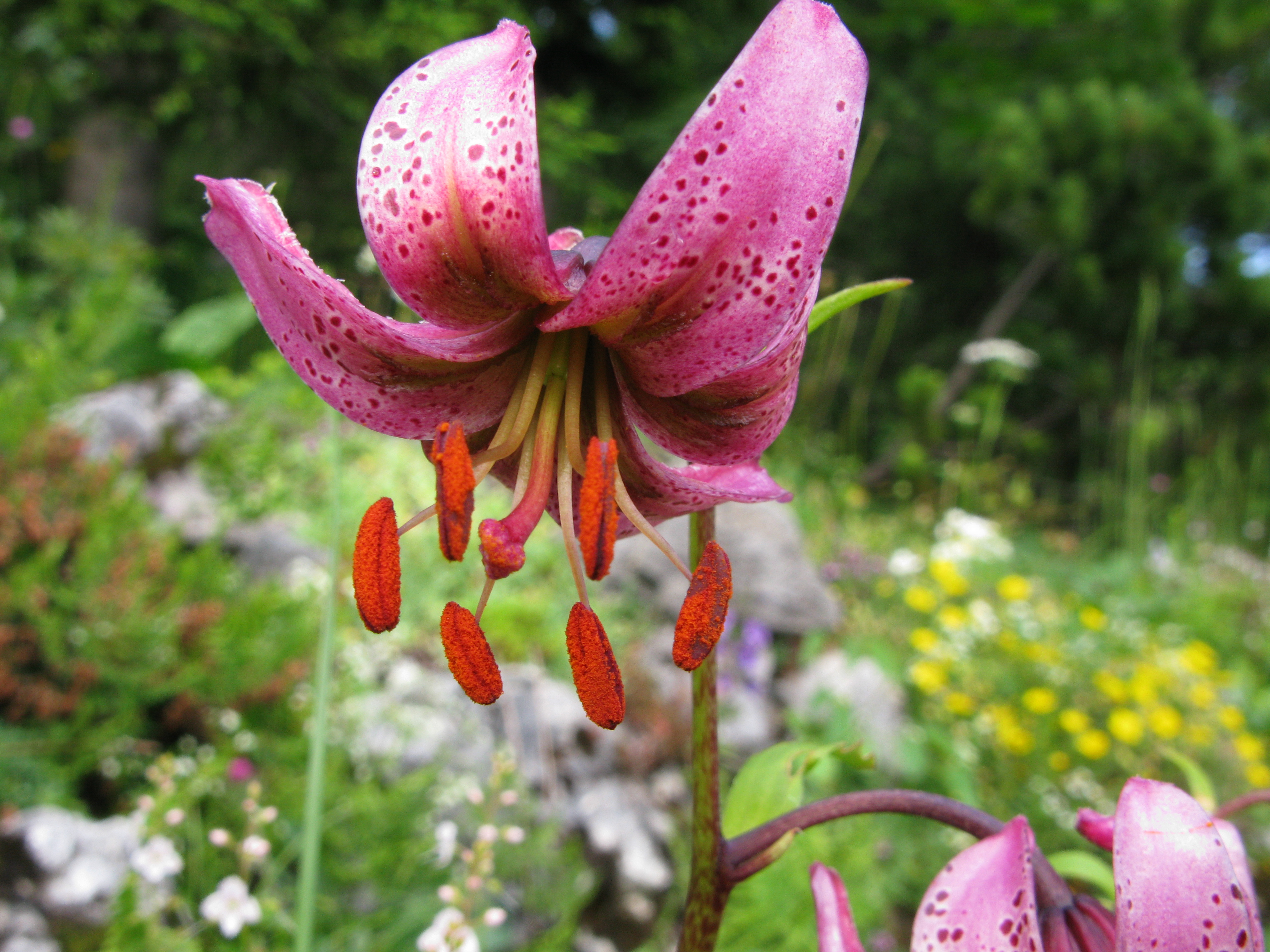
…ein Highlight ist der Türkenbund
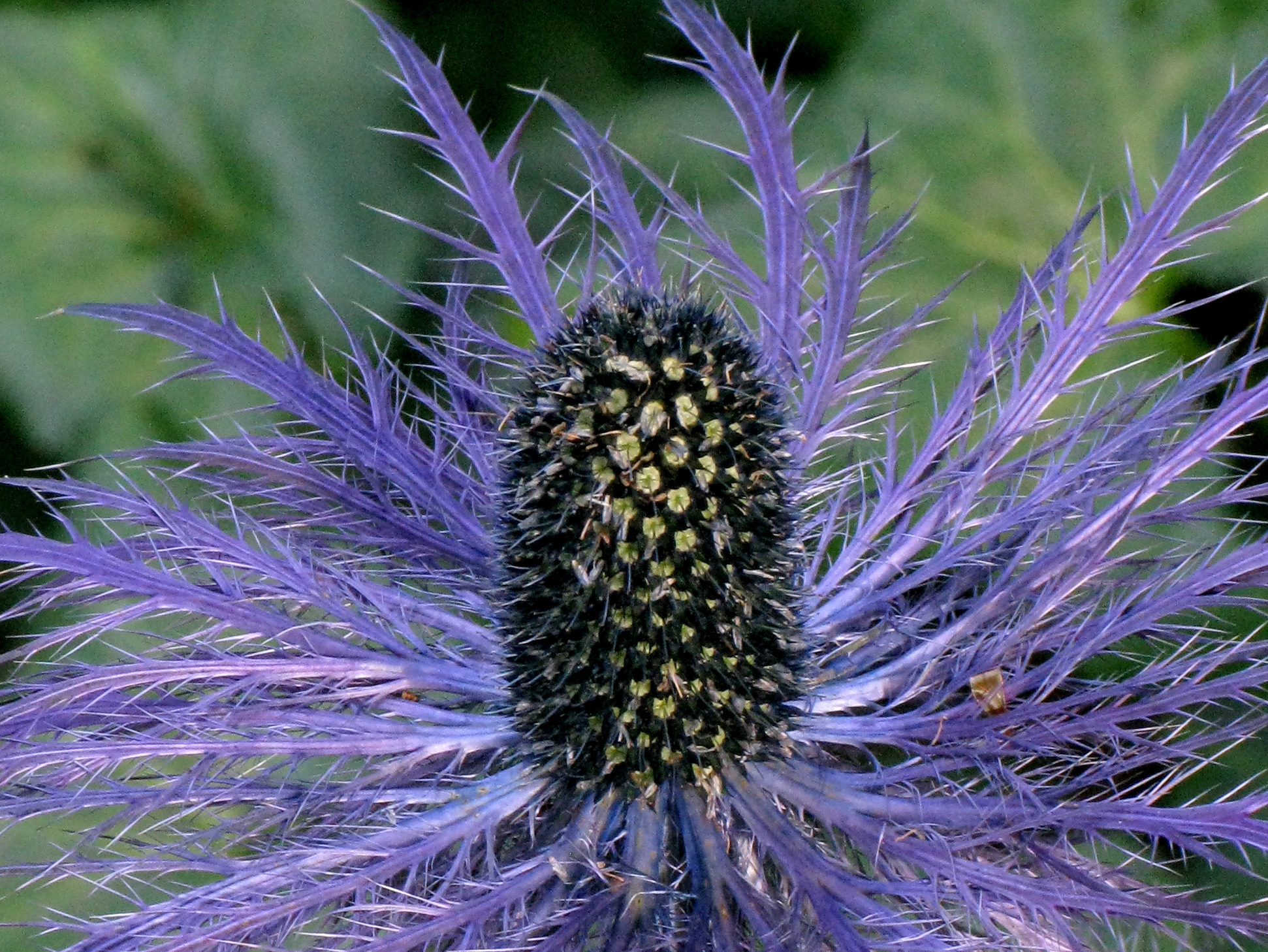
…und schließlich im Herbst Alpen-Mannstreu

## Persönlichkeiten
Paul Schmidt (1899–1976), einer der beiden Gründer des Alpenpflanzengartens Vorderkaiserfelden war Mitglied des Bund Naturschutz in Bayern und Mitherausgeber der „Blätter für Naturschutz“. Von 1935 bis 1974 hatte er wechselnde Funktionen im Vorstand des Vereins zum Schutz der Bergwelt inne, von 1971 bis zu seinem Tod war er Ehrenvorsitzender. Schmidt war maßgeblich 1947 an der Wiederbegründung des Vereins zum Schutz der Bergwelt beteiligt. Willy Weisheit, der zweite Gründer, betreute zusätzlich auf der Neureuth östlich des Tegernsees einen Alpenpflanzengarten, der heute allerdings nicht mehr existiert. In den Jahren 1976 bis 1979 übernahm Hans Smettan, ein Botaniker aus Oberaudorf, die Pflege des Garten. Insgesamt 20 Jahre lang (1991–2011) wurde der Garten von Hans-Jürgen Götzke, Reviergärtner am Botanischen Garten München, betreut.

## Zugang

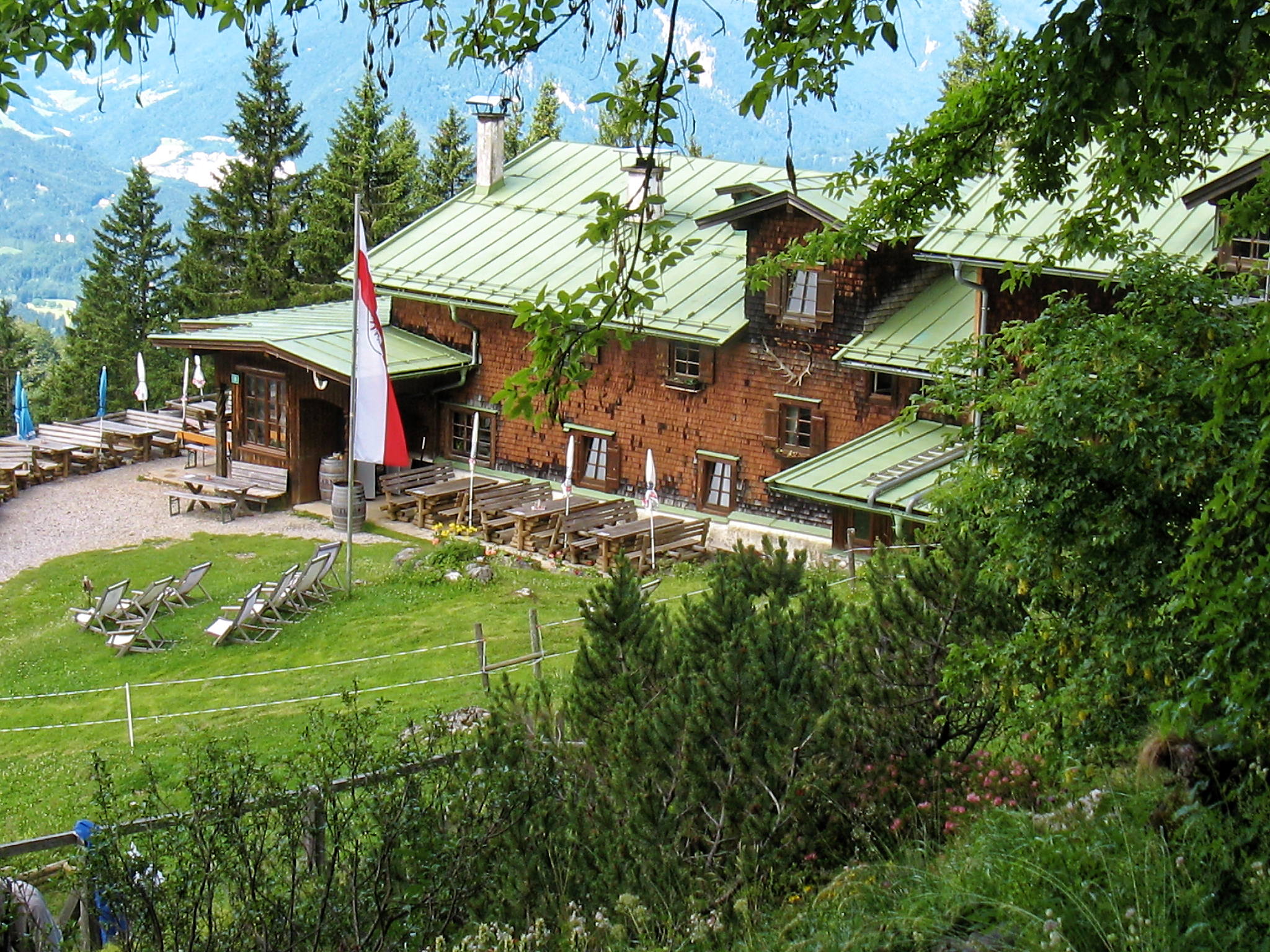
Die Vorderkaiserfeldenhütte

Der Alpengarten ist – je nach Schneelage – von Mai bis Oktober geöffnet. Dementsprechend sind die beiden Hauptzugänge zur Vorderkaiserfeldenhütte in dieser Zeit unbeschwerlich begehbar.
- Die bekannteste Route startet in Kufstein.[8] Vom Parkplatz „Kaisertal“ in Kufstein-Sparchen über die Sparchenstiege zum Kaisertal, über Veitenhof und Ritzaualm, dann auf beschildertem Wanderweg zur Vorderkaiserfelden-Hütte (1388 m ü. A.), unmittelbar daneben befindet sich der Alpengarten.[9] Gehzeit: ca. 2,5 Stunden.
- Beliebt ist auch die Tour von Ebbs/Reit aus, wohin man mit Bahn und Bus gelangt. Von der Bushaltestelle „Postamt“ führt der Weg zwischen Gasthaus Oberwirt und Kirche in die Kaiserbergstraße, Richtung Aschinger Alm, über den Musikantenweg (Nr. 811) zur Musikantenrast. Von da geht es auf ausgeschildertem etwas steilem Weg zur Vorderkaiserfeldenhütte. Gehzeit: ca. 3 Stunden.